# Melody Sucharewicz

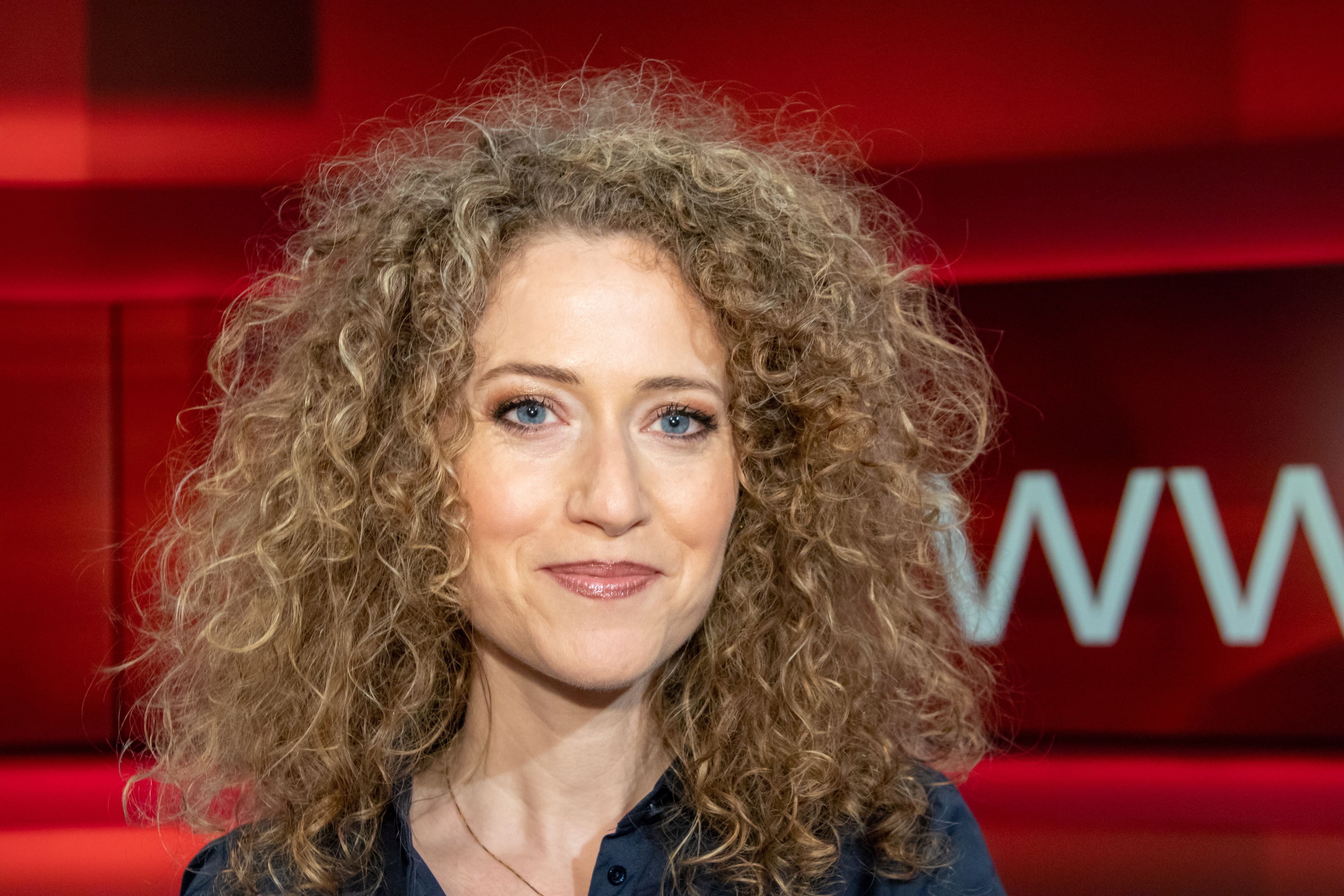
Melody Sucharewicz (2018)

Melody Sucharewicz (* 12. April 1980 in München) ist eine in Deutschland geborene israelische Beraterin für politische Kommunikation und Strategie. Von 2006 bis 2007 war sie für den Zeitraum von einem Jahr und im Rahmen der Hasbara Sonderbotschafterin Israels.

## Leben
Melody Sucharewicz wurde als Tochter des aus Łódź stammenden Politologieprofessors und Kommunikationspsychologen Leo Sucharewicz in München geboren. Beide Eltern sind jüdischer Abstammung. Ihr Vater nahm für die israelischen Streitkräfte am Sechs-Tage- und Jom-Kippur-Krieg teil.
Nachdem sie das Abitur am Münchner Luitpold-Gymnasium abgelegt hatte, siedelte sie 1999 nach Israel über. Ihrem Studium der Anthropologie und Soziologie an der Universität Tel Aviv folgte der Master (M.Sc.) in Business Management an derselben Universität. 2024 promovierte sie im Fach Kriegsstudien am King’s College London. Ihre Dissertation befasste sich mit Deradikaliserungsprozessen islamistischer Extremisten und Terroristen.

### Sonderbotschafterin Israels
In ihre Funktion als israelische Sonderbotschafterin wurde Sucharewicz in der israelischen Reality-TV-Show The Ambassador gewählt. Das Ziel war, unter Tausenden von Kandidaten Fürsprecher für die Belange Israels auszuwählen. Dabei waren rhetorische Begabung und diplomatische Fähigkeiten ebenso gefordert wie soziale Kompetenz. In die engere Auswahl kamen 14 Kandidaten, die ihre Fähigkeiten auf Kampagnen in Uganda, Schweden, Russland und den USA unter Beweis stellen mussten. Die drei Finalisten schließlich hielten vor der UNO in New York Reden, in denen sie ihre Vorstellungen von einem Nahostfrieden darlegten. Aus diesem Verfahren ging Sucharewicz als Siegerin hervor.
Seit ihrer Ernennung durch ein Komitee aus namhaften Persönlichkeiten der israelischen Öffentlichkeit trat Sucharewicz in Fernseh-Talkshows auf und gab Interviews, wobei sie für die Position Israels im Nahostkonflikt und den Friedensprozess in Nahost warb. Nach der Rückkehr von ihrer Mission war sie unter anderem für das Peres Center for Peace in Tel Aviv tätig. Heute ist sie Beraterin im privaten wie im öffentlichen Sektor. Ein Schwerpunkt ihres öffentlichen Engagements für Israel ist Deutschland.

### Nach der Zeit als Sonderbotschafterin
Kontroverse Diskussionen löste ihr Auftritt 2009 in der Radio-Bremen-Talkshow 3 nach 9 unter Leitung von Giovanni di Lorenzo und Amelie Fried aus, bei dem sie mit dem Kriegsberichterstatter und Nahostexperten Peter Scholl-Latour aneinandergeriet.
Von Melody Sucharewicz erschien im Jahr 2011 ein Gastbeitrag auf dem islamfeindlichen Blog Politically Incorrect.
Zwischen 2015 und 2016, sowie von 2019 bis 2020, also den ersten Jahren von Kachol Lavan, war sie als außenpolitische Beraterin und Sprecherin des israelischen Politikers und späteren Verteidigungsministers Benny Gantz tätig. 
Sie ist im Beirat der evangelikalen Nachrichtenseite All Israel News.

## Auszeichnungen
Für ihre Unterstützung der Angehörigen israelischer Geiseln, die am 7. Oktober 2023 von der Hamas in den Gazastreifen entführt wurden, erhielt Melody Sucharewicz den Ehrenpreis bei den ELNET-Awards 2024.